# Онфруа де Богон
Онфруа (Гумфрид) де Богон (фр. Onfroi de Bohon), известный также как Онфруа Бородатый (англ. Humphrey with the Beard, лат. Humfredus cum barba) и Онфруа Старый (лат. Onfrei le Vieil; умер после 1092) — нормандский рыцарь, участник нормандского завоевания Англии в 1066 году, основатель английского дворянского рода Богунов. Онфруа был одним из приближённых герцога Вильгельма Завоевателя, однако получил в Англии только одно поместье. После его смерти нормандские владения унаследовал старший из выживших сыновей, Ричард де Мери, а английские — младший, Хамфри I де Богун, с удачного брака которого началось возвышение рода.

## Происхождение

Расположение Богона — места происхождения Богунов, в Нормандии

О происхождении Богунов известно мало. В поздней «Хронике» Ллантонского монастыря, опубликованной в «Monasticon Anglicanum» Уильямом Дагдейлом, Онфруа называется «родственником» (лат. cognatus) Вильгельма Завоевателя. Степень родства неизвестна; не исключено, что это упоминание вызвано стремлением поднять престиж Богунов, основавших аббатство. Если Онфруа и был родственником короля, то это родство являлось достаточно далёким или было получено посредством брака.
Вас в «Романе о Ру» писал, что название рода происходит от места под названием Богон (фр. Bohun) в Нормандии. Исследователь XIX века Джеймс Планше сообщает, что это место располагалось в округе Сен-Ло в Котантене, где есть 2 коммуны с таким названием, Сен-Андре-де-Боон и Сен-Жорж-де-Боон, располагающиеся в современном департаменте Манш. Исследователь в 1871 году отмечает, что ещё за 30 лет до этого времени был виден холм, на котором когда-то располагался замок Богон.
Согласно семейной традиции, Богуны происходили из рода Мари, представители которого владели землями около Сен-Ком-дю-Мон в современном нормандском департаменте Манш. Его родоначальником считается Ральф де Мари, который, согласно легенде, тайно женился на дочери сеньора Мон-Агеза. Их сыном был Ричард I де Мари (Ричард Старший), имя которого связывают с основанием церквей в Сен-Ком-дю-Мон, Богоне и Меоти в 950 году. Его жену, согласно документам монастыря Богон, звали Биллеуда. По одной из версий она была дочерью Ричарда де Сен-Совёра, среди детей которого упоминается Билеуда или Билельда, однако по более поздним исследованиям появилась версия, что её отцом мог быть Неель II де Сен-Совёр, один из лидеров восстания 1047 года против нормандского герцога Вильгельма.
В нормандских источниках существует единственное упоминание Богунов в Нормандии, что, вероятно, свидетельствует о том, что они не были знатными и практически не имели политического влияния в герцогстве. Согласно семейной традиции, у Ричарда I де Мари было трое сыновей: Ричард Младший, Онфруа и Энжюжер. В итоге Онфруа стал родоначальником рода Богунов. 

## Биография

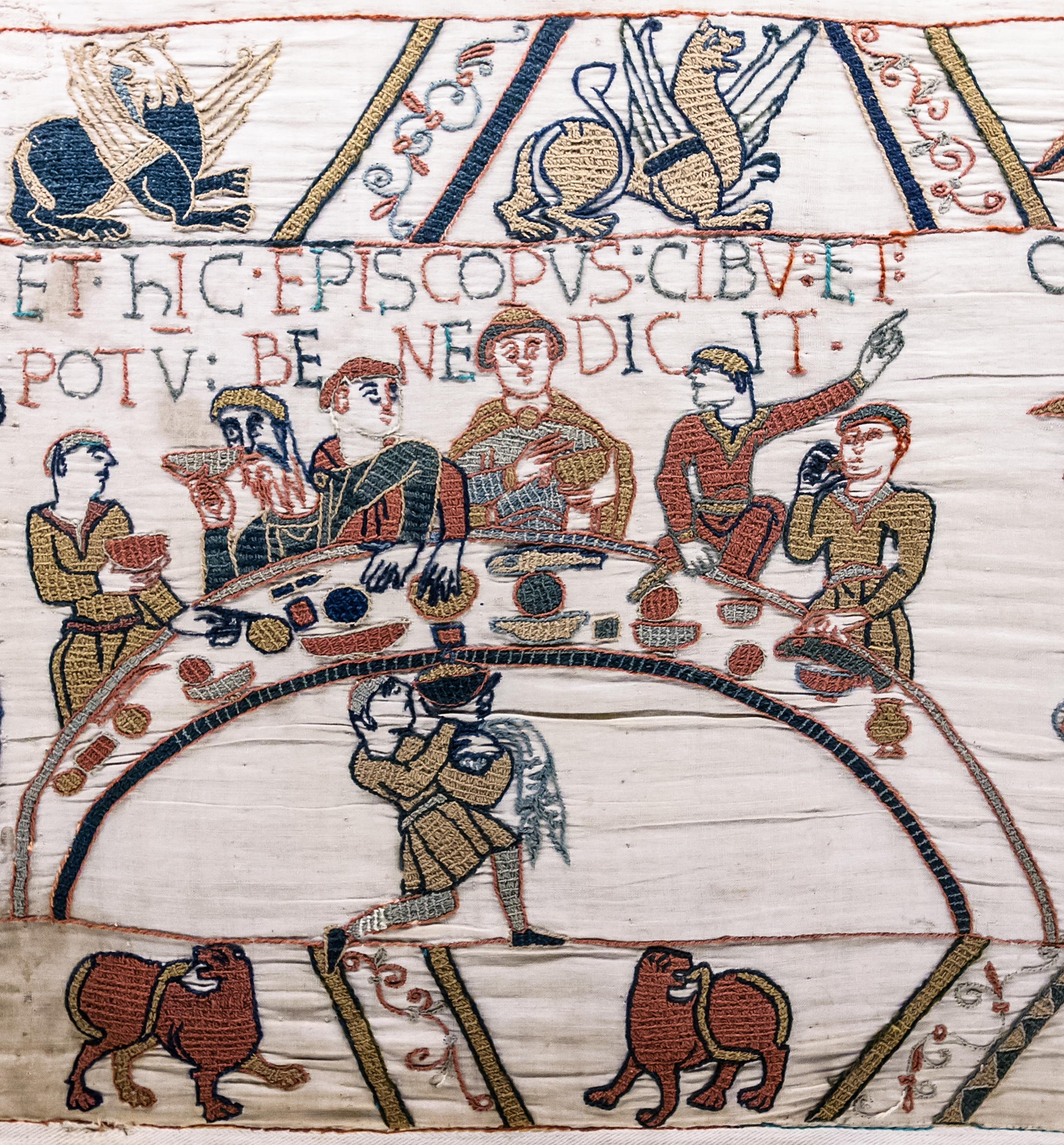
Епископ Одо благословляет первую трапезу, которую герцог Вильгельм и его нормандские бароны устраивают на английской земле. Сцена на «Гобелене из Байё»

Онфруа в поздних источников упоминается с прозвищем «Бородатый» (лат. cum Barba), поскольку, в отличие от других нормандских рыцарей, он не брился. Кроме того, его называют Старшим, чтобы отличать от одноимённого сына
Онфруа был одним из приближённых Вильгельма Завоевателя. Во время и после завоевания Англии он владел сеньорией с центром в замке Богон. Впервые в источниках Онфруа упоминается в качестве одного из свидетелей хартии Гилберта, вассала Осберна, о дарении аббатству Сент-Тринити-дю-Мон в Руане, которую завизировал в том числе и Вильгельм Завоеватель. В 1062 году он упомянут вместе с Роджером де Монтгомери и Гильомом Фиц-Осберном среди сопровождавших герцога в Хог-де-Бивиль. Кроме того, примерно в 1060 году он подарил основанный им же монастырь Сен-Жорж-де-Богон аббатсву Мармутье. Это дарение было засвидетельствовано герцогом Вильгельмом и членами его семьи — женой Матильдой, сыновьями Робертом и Вильгельмом, единоутробным братом Одо, епископом Байё, а также несколькими другими аристократами. Джеймс Планше полагает, что эта хартия подтверждает близость Богона к Вильгельму Завоевателю, предположив, что, возможно, одна из его жён была родственницей английского короля. Близость к герцогу подтверждается тем, что хартия о пожаловании земель размером 1/10 каруката, которое Онфруа не позже 1066 года сделал монахиням монастыря Святого Аманда в Руане для поминовения душ трёх его жён, было засвидетельствована «графом Вильгельмом», как часто именовался Вильгельм Завоеватель до восшествия на английский престол. 
Вас в «Романе о Ру» упоминает Онфруа «Старого» среди участников битвы при Гастингсе. Джеймс Планше по этому поводу указывает, что поэт особенно стремился представить соратников Завоевателя не только как прославленных воинов, но и как почтенных старцев. Жан ле Метелье полагал, что бородатый нормандский барон, изображённый на одной из сцен на «Гобелене из Байё», может быть Онфруа.
После завоевания Онфруа не получил каких-то существенных пожалований в Англии. Согласно «Книге Страшного суда», в 1086 году он владел всего одним поместьем — Таттенфорд в Норфолке, которое до 1066 года принадлежало англосаксу по имени Вульфнот.
Около 1081 года Онфруа засвидетельствовал хартию Вильгельма Завоевателя о соглашении между монахами аббатства Мармутье и «сыном Жоффруа Нервы». Последний раз его имя упоминается в хартии, датированной 1092 годом, в которой указывается, что Ричард де Мери, сын Онфруа, потребовал земли около монастыря Богон у аббатства Мармутье. Кроме того, Томас Степлтон в «Observations on the Great Rolls of the Exchequer of Normandy» на основании анализа казначейского реестра, датированного 1198 годом, полагает, что Богон с согласия своих сыновей Роберта и Ричарда пожертвовал часть фьефа Пюше монастырю Сен-Лижье-де-Прео, однако датировку хартии не приводит.
Год смерти Онфруа неизвестен. Джеймс Планше указывает, что он умер не позже 1113 года. Кэтрин Китс-Роэн считает, что он умер не позже 1093 года, когда старший из его выживших сыновей, Ричард де Мери, распоряжался в нормандских владениях семьи. Английские же владения достались младшему из сыновей — Хамфри. Именно с удачного брака этого сына началось возвышение рода Богунов.

## Брак и дети
Согласно хартии о пожертвовании, изданной не позже 1066 года, у Онфруа было 3 жены, однако ни их имена, ни происхождение не установлены. У него известно несколько детей, однако неясно, от каких браков они родились:
- Роберт. Вероятно, умер при жизни отца и бездетным[5]. Его имя упоминает Томас Степлтон в «Observations on the Great Rolls of the Exchequer of Normandy»[6].
- Ричард де Мери, унаследовал владения в Нормандии. От него по женской линии происходили Богуны из Мидхерста[англ.] в Саффолке[К 7][5].
- Ингельрам (умер после 1093), монах в аббатстве Мармутье[6].
- Хамфри I де Богун  (умер в 1128/1129), по прозвищу Великий или Великолепный[К 8]. Он и его потомки благодаря очень удачным бракам значительно увеличили богатство и значимость рода, приобретя в середине XII века титул графа Херефорда. Джеймс Планше называет именно Хамфри I «основателем судьбы своей семьи»[5].
- Аделла (умерла после 1130). Она упоминается в казначейском реестре за 1130 год как «тётя Хамфри (II) де Богуна». Как отмечает Джеймс Планше, она не могла быть сестрой матери Хамфри[5].

Также Томас Степлтнон на основании анализа казначейского реестра 1198 года указывает, что у Онфруа было ещё 2 дочери, которые стали монахинями в монастыре Сен-Лижье-де-Прео.